# 大橋正春
大橋 正春（おおはし まさはる、1947年3月31日 - ）は、日本の元最高裁判所判事（2012年2月13日 - 2017年3月30日）、弁護士。東京都出身。

## 略歴
- 1968年 司法試験合格
- 1969年 東京大学法学部第一類（私法コース）卒業
- 1970年 東京大学法学部第二類（公法コース）卒業
- 1972年 司法修習修了（24期）。弁護士登録（第一東京弁護士会）[1]
- 2006年 日本弁護士連合会法科大学院センター委員長[2]
- 2012年2月13日 最高裁判所判事（2012年2月10日に定年退官した那須弘平判事の後任）[2]
- 2012年12月16日：最高裁判所裁判官国民審査において、罷免を可とする票4,576,916票、罷免を可とする率7.93%で信任[3]。
- 2017年3月30日 定年退官
- 2018年11月 旭日大綬章受章[4]